# 邱秀敏
邱秀敏（1946年—2010年7月28日）是一位臺灣的演員，1996年因演出電影《忠仔》獲得金馬獎最佳女配角，2002年起投入慈濟電視台大愛劇場，成為虔誠佛教徒，2010年因大腸癌病逝。

## 演出作品

### 電影
- 1996年：《忠仔》 (Ah Chung)  飾 阿忠母親
- 1997年：《超级三等兵》 (Me and You and a Girl Named Ugly)  飾 老鴇
- 1997年：《愛情來了》 (Love Go Go)
- 1997年：《頑皮故事》 (Me and You and a Girl Named Ugly)
- 1997年：《超級天兵之機車班長》 (G. Y. Sir)
- 2000年：《運轉手之戀》 (The Cabbie) 飾 乘客（友情客串）
- 2002年：《那年夏天的浪聲》 (Voice of Waves)
- 2005年：《孤戀花》 (Love's Lone Flower) 飾 酒家東雲閣的媽媽桑
- 2010年：《當愛來的時候》 (When Love Comes) 飾 來春男友的媽（客串）
- 2010年：《一頁台北》 (Au Revoir Taipei) 飾 彩券行老闆娘（客串）

### 電視劇/電視電影
- 中視
  - 1997年：《走馬燈》飾 江母
  - 1999年：《春風牧場》飾 素蘭姨
  - 1999年：《凍頂黑狗兄》飾 劉母
  - 2009年：《青梅竹馬》 (Happy Together / 4 Friends) 飾 邱罔市（友情客串）
- 華視
  - 2006年：《天堂來的孩子》 (The Kid from Heaven) 飾 星禾阿嬷
  - 2007年：《太陽的女兒》飾 阿布
- 民視
  - 1998年：《台灣作家劇場-清水嬸回家》飾 阿嬌(清水嬸)
  - 2004年：《浪淘沙》 (A Cinematic Journey) 飾 產婆（客串）
  - 2005年：《八兩金》飾 阿好嬸
  - 2006年：《再生緣》 飾 宏彬母
- 大愛劇場
  - 2001年：《燕子啊》飾 阿媽
  - 2002年：《背影》飾 張林蕉
  - 2002年：《新芽》 飾 老闆娘
  - 2003年：《四重奏》
  - 2005年：《草山春暉》
  - 2007年：《春暖花蓮》飾 劉媽
  - 2008年：《蕭醫師週記》飾 春梅師姐
  - 2008年：《竹音深處》飾 阿嬤
  - 2008年：《矽谷阿嬤》 (Love from the Valley)
  - 2009年：《蘭心飄芳》
  - 2009年：《醫世情》
  - 2009年：《有愛不孤單》
  - 2010年：《千江有水千江月》
  - 2011年：《戀戀情深》（第12集） 飾 周家阿嬤
  - 2011年：《仙女不下凡》（第1集） 飾 素貞阿嬤

- 公視
  - 2000年：《大醫院小醫師》飾 凌志傑母
  - 2001年：《絕地花園》
  - 2002年：《寒夜》飾 阿桂婆
  - 2002年：《那年夏天的浪聲》
  - 2002年：《六輪之戀》
  - 2003年：《箱子》
  - 2003年：《載我回甲仙》
  - 2004年：《2隻魚，游啊游上岸》
  - 2007年：《尋找巴利》
  - 2007年：《我在墾丁*天氣晴》 (Wayward Kenting) 飾 阿南外婆 （特別演出）
  - 2008年：《公寓春光》
  - 2009年：《痞子老情人》
  - 2010年：《死神少女》 (Gloomy Salad Days)（第1、2集） 飾 法師外婆（客串）
- 八大綜合台
  - 2007年：《惡作劇2吻》 (They Kiss Again) 飾 邱罔腰（客串）

### 廣告
- 公益彩券

## 捐贈大體
2008年於得知罹患大腸癌後，她簽認大體捐贈書，同意逝世後遺體供慈濟醫學院教學用。2010年7月，於其逝世後，經家屬同意尊重當事者生前意願，成為臺灣演藝圈內第一位大體教學捐贈者。2011年9月大體啟用，慈濟大學醫學院舉辦感恩追思典禮中獲公開表揚。